# Miron Isaakowitsch Nachimson
Miron Isaakowitsch Nachimson (russisch Мирон Исаакович Нахимсон; * 21. September 1880; † 9. Mai 1938) war ein russischer Ökonom und Publizist und  Mitglied des Allgemeinen Jüdischen Arbeiterbundes in Russland.
Nachimson wurde in Litauen geboren. Er studierte in Deutschland und der Schweiz. Seine Werke veröffentlichte er teils unter den Pseudonymen Nabljudatel, Politikus und Spektator. 1938 wurde er Opfer der Stalinschen Säuberungen.